# 18268 Dardanos
18268 Dardanos este o planetă minoră (asteroid), cu un diametru de 20,352 km, din Asteroid troian al lui Jupiter. A fost descoperită pe 16 octombrie 1977 la Observatorul Palomar de Cornelis Johannes van Houten și a fost numită după Dardanus⁠(d). 
Obiectul prezintă o orbită caracterizată de o semiaxă mare de 5,1614296 UAi, o excentricitate de 0,096, o înclinație de 16,59645 ° în raport cu ecliptica.